# Livaderó
Livaderó är en ort i Grekland.   Den ligger i prefekturen Nomós Kozánis och regionen Västra Makedonien, i den centrala delen av landet, 270 km nordväst om huvudstaden Aten. Livaderó ligger 934 meter över havet och antalet invånare är 1 663.
Terrängen runt Livaderó är huvudsakligen kuperad, men den allra närmaste omgivningen är platt. Runt Livaderó är det ganska glesbefolkat, med 22 invånare per kvadratkilometer. Närmaste större samhälle är Deskáti, 17,2 km sydväst om Livaderó. Trakten runt Livaderó består i huvudsak av gräsmarker.